# Донской Семен Аронович
Семе́н Аро́нович Донско́й (1931—2017) — радянський господарник, директор Єрмаковського заводу феросплавів (1981 — березень 1995).

## Життєпис
Батько його був службовцем. 1948 року закінчив київську середню школу; 1953-го — Київський політехнічний інститут, після чого працював помічником майстра відділу технічного контролю, по томиу — заступником начальника конвертерного цеху Нижньотагільського металургійного комбінату.
1964 року закінчив Московський інженерно-економічний інститут.
1967 року розпорядженням Міністерства чорної металургії СРСР переведений в місто Новокузнецьк на Західно-Сибірський металургійний завод — начальником конвертерного цеху. 1974-го переведений в місто Темиртау на Карагандинський металургійний комбінат головним сталеплавильником.
Протягом 1981—1995 років — директор Єрмаковського заводу феросплавів. Його заступником на заводі від 1987 року був Ю. І. Мухін, котрий написав 2008 року книгу-мемуари «Три евреї, або Як добре бути інженером» (ISBN 978-5-89747-036-5). 1995 року — директор Карагандинського металургійного комбінату.
Є автором 18 авторських свідоцтв та 15 друкованих праць. 1987 року обраний головою ревізійної комісії обкому КП Казахстану.
Серед винаходів: «Спосіб електродугового нагріву та плавлення матеріалів», 1994, співавтори Забарило Олег Семенович, Ждановський Анатолій Анатолійович, Замуло Микола Іванович, Кулініч Володимир Іванович, Латаш Юрій Вадимович, Матвієнко Валерій Олександрович, Мельник Гарій Олександрович, Рейда Микола Васильович.